# Pieriestrojka

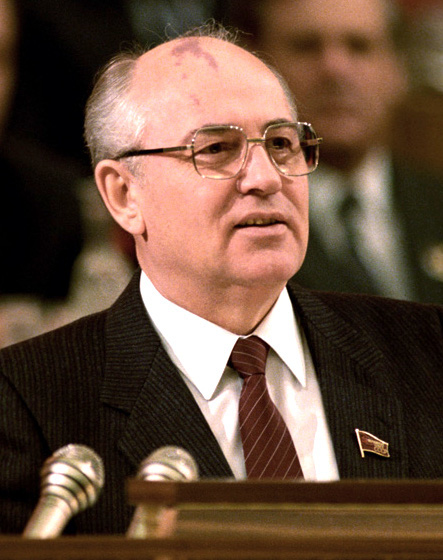
Sekretarz Generalny KC KPZR Michaił Gorbaczow (1987)

Pieriestrojka (ros. перестройка, „przebudowa”) – określenie procesu przekształceń systemu komunistycznego ZSRR w okresie 1985–1991.
Obejmowała ona zmiany strukturalno-funkcjonalne w systemie społecznym, ekonomicznym i politycznym ZSRR, których ostatecznymi konsekwencjami były wzbogacenie świadomości społecznej w ZSRR, utrata przez ZSRR dominacji w Europie Środkowej i Wschodniej, rozpad ZSRR i powstanie Federacji Rosyjskiej.

## Historia
Początkowo pieriestrojka wraz z hasłami głasnost (ros. „jawność”) i uskorienije (ros. „przyspieszenie”) stanowiła symbol nowego kursu politycznego Komunistycznej Partii Związku Radzieckiego (KPZR). Plany reformowania zbiurokratyzowanego systemu gospodarczego ZSRR zostały opracowane w latach 1983–1984 na zlecenie Jurija Andropowa, ówczesnego przywódcy ZSRR (Sekretarza Generalnego KC KPZR w latach 1982–1984), a procesy zostały zapoczątkowane w kwietniu 1985 przez Michaiła Gorbaczowa.
Pierestrojka miała na celu modernizację gospodarki, częściowe jej urynkowienie, zwiększenie swobód obywatelskich oraz nawiązanie lepszych stosunków z państwami zachodnimi. Istotnym aspektem pierestrojki było również zatrzymanie wyścigu zbrojeń, co miało przyczynić się do utrzymania systemu komunistycznego w Związku Radzieckim.
Pierwszymi decyzjami w ramach pieriestrojki były: złagodzenie cenzury (w maju 1986 roku), ogłoszenie walki z alkoholizmem i wprowadzenie niezależnej od przedsiębiorstw produkcyjnych komisji kontroli.
Przebudowa gospodarki postępowała wolno. W listopadzie 1986 roku zezwolono na prowadzenie indywidualnej działalności gospodarczej, a w czerwcu 1988 weszła w życie ustawa o spółdzielczości. Inne projekty wprowadzające wolny rynek w Związku Radzieckim pozostawały w sferze dyskusji (ustawy o przedsiębiorstwach z lipca 1987 roku i kołchozach i przemyśle spożywczym z września 1987 roku niczego w praktyce nie zmieniły – według pierwszej ustawy przedsiębiorstwa mogły rozporządzać swoją produkcją dopiero po wypełnieniu zobowiązań wobec kraju). Jednocześnie w wyniku kryzysu gospodarczego zaczęły wybuchać pierwsze ogólnokrajowe strajki (m.in. w górnictwie). Przemiany w gospodarce zahamowano w latach 1990–1991, kiedy to Gorbaczow odsunął ze swojego otoczenia zwolenników radykalnej przemiany państwa.
W wyniku pieriestrojki Związek Radziecki wycofał swoje wojska z Afganistanu (luty 1989) oraz państw Europy Środkowo-Wschodniej, zrezygnował z popierania reżimów komunistycznych w państwach europejskich, przyczyniając się do ich upadku w 1989 (zob. Jesień Ludów), poparł zjednoczenie Niemiec. W wyniku pieriestrojki ZSRR potwierdził negowane przez dziesięciolecia wydarzenia z przeszłości, m.in. podpisanie paktu Ribbentrop-Mołotow i zbrodnię katyńską.
Pieriestrojka stała się katalizatorem świadomości narodowej w republikach radzieckich, w pierwszym rzędzie bałtyckich i zakaukaskich, doprowadziła do rozpadu ZSRR, rozpadu bloku wschodniego, rozwiązania Układu Warszawskiego i RWPG. W wyniku pieriestrojki wzrosła także aktywność społeczna.
W styczniu 1987 roku w wyniku niemożności zachowania równowagi sił ze Stanami Zjednoczonymi i niepowodzeń dotychczasowych poczynań Gorbaczow rozpoczął „pierestrojkę rewolucyjną”.
Wprowadzenie pieriestrojki miało dalekosiężne skutki dla globalnego bezpieczeństwa w dwubiegunowym podziale powojennego świata. Było efektem słabnięcia pozycji ZSRR, a niezamierzonym skutkiem były przemiany ustrojowe w bloku wschodnim oraz rozpad ZSRR. W wyniku upadku ZSRR ⁣Stany Zjednoczone pozostały, jedynym światowym supermocarstwem.
Zmiany w ZSRR zapoczątkowane przez pieriestrojkę miały wpływ na Polskę. Wzmacniając w PZPR tzw. ruch reformatorski, przyspieszyły proces przemian społecznych i politycznych doprowadzając do obrad Okrągłego Stołu.
Ostatecznym końcem pieriestrojki było utworzenie Wspólnoty Niepodległych Państw.

## Pieriestrojka na znaczkach poczty ZSRR z 1988 roku

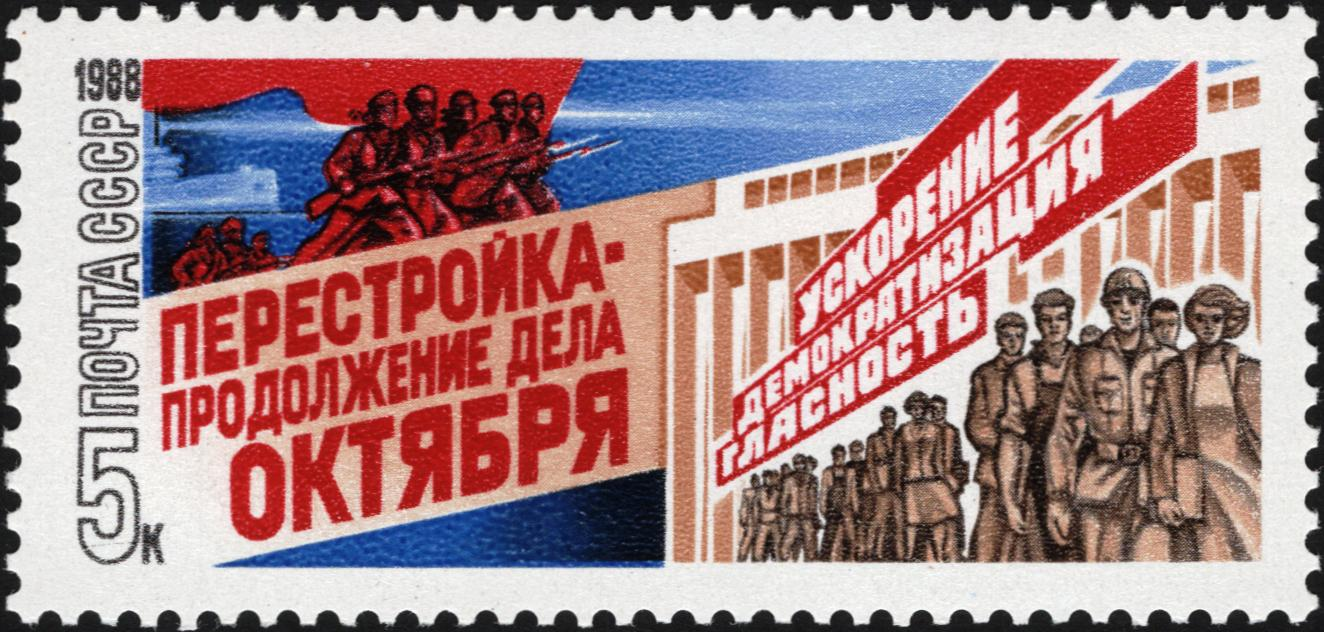
„Pieriestrojka – kontynuacją dzieła Października; przyspieszenie, demokratyzacja, jawność”
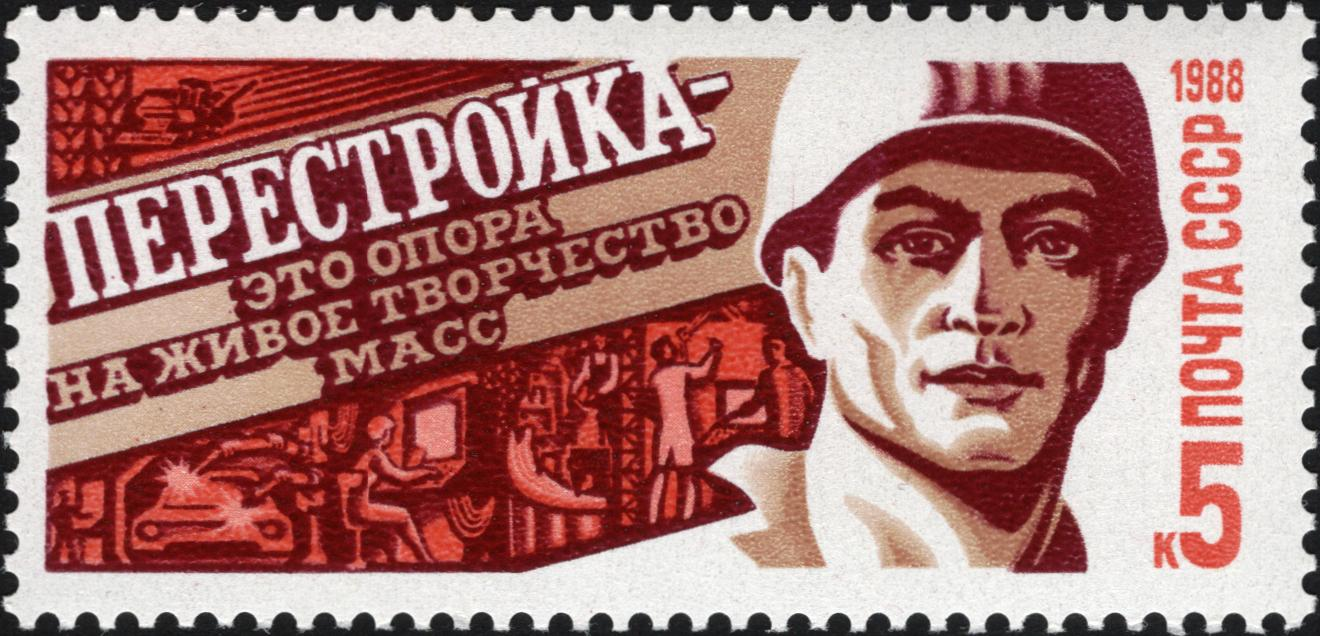
„Pieriestrojka – to epoka dla kreatywnej działalności mas”